# Montez Ford
Kenneth Crawford (Chicago, 31 de mayo de 1990), más conocido por su nombre Montez Ford, es un luchador profesional estadounidense que trabaja para la WWE en su marca SmackDown junto con su compañero de The Street Profits, Angelo Dawkins.
Crawford es cuatro veces Campeón en Parejas, tres en WWE y uno en Evolve. Además de ser campeón en parejas de Evolve, también cuenta con reinados en las marcas NXT, Raw y SmackDown de WWE; todos como parte de The Street Profits. Esto último lo convierte en un Campeón de Triple Corona de la división tag-team.

## Carrera

### WWE

#### NXT y formación de Street Profits (2015-2019)

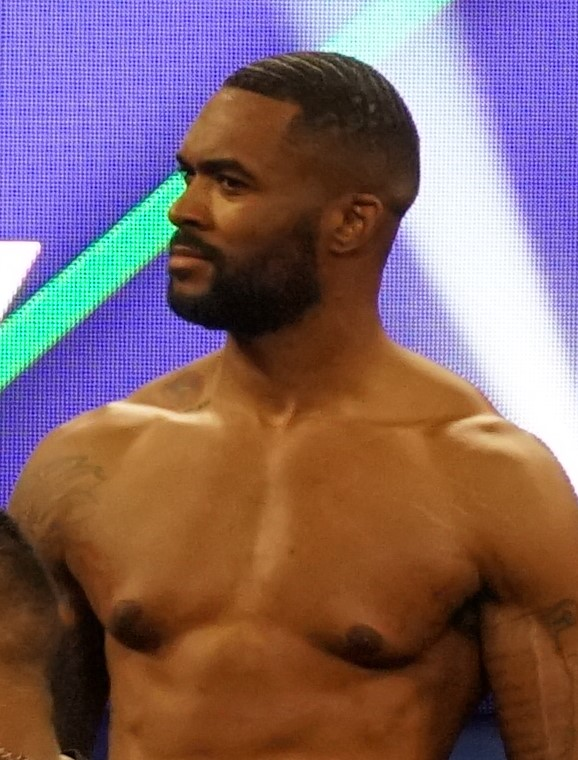
Ford en 2018.

En abril de 2015, Crawford fue aceptado en WWE, siendo asignado al WWE Performance Center para entrenamiento. El 29 de septiembre en un house show de NXT, debutó en la lucha libre profesional en un battle royal. Tras esto, tuvo apariciones en diferentes shows de NXT. En mayo de 2016, Crawford sufrió una lesión que lo mantuvo fuera por tres meses. A su regreso, Crawford regresó siendo parte de NXT, bajo el nombre de Montez Ford. Tras esto, formaría equipo con Angelo Dawkins, denominándose como Street Profits. El 12 de julio, se empezaron a emitirse diferentes promos acerca de The Street Profits. El 9 de agosto en NXT, debutó a lado de Dawkins, derrotando a The Metro Brothers. El 16 de agosto en NXT, derrotaron a Chris Silvio y Lars Sullivan.[cita requerida]

#### 2019
A partir del 1 de julio, The Street Profits comenzó a aparecer en WWE Raw haciendo varios segmentos detrás del escenario, un movimiento que se hizo para atraer al público más joven. Dave Meltzer aclaró que el equipo todavía eran luchadores de NXT, y que esto no es un llamado oficial a la lista principal.[cita requerida] En octubre 11, durante el Draft de WWE, los Street Profits fueron reclutados para Raw, llevándolos oficialmente a la lista principal. Debutando en el Raw del 21 de octubre derrotando a The O.C(Luke Gallows & Karl Anderson) comenzando un feudo entre ellos, en el Raw del 4 de noviembre, junto a Humberto Carrillo fueron derrotados por The O.C.(A.J. Styles, Karl Anderson & Luke Gallows). El 9 de diciembre en Raw respondieron al reto de los Campeones en Parejas de Raw The Viking Raiders(Erik e Ivar), sin embargo perdieron y en el Raw del 30 de diciembre derrotaron a The Best Tag Team of The World The O.C.(Luke Gallows & Karl Anderson), lo que llevó a que se pactara una Triple Threat Match por los Campeonatos en Pareja de Raw de The Viking Raiders(Erik e Ivar) contra The O.C.(Luke Gallows & Karl Anderson)

#### 2020
Empezando el 2020, el 6 de enero en Raw se enfrentó a The Viking Raiders (Erik e Ivar) y a The O.C (Luke Gallows & Karl Anderson) en una Triple Threat Match por los Campeonatos en Parejas de Raw, sin embargo retuvieron The Viking Raiders. El 17 de febrero salieron a defender a Kevin Owens del ataque de The Monday Night Messias Seth Rollins, Buddy Murphy & AOP (Akam & Rezar), pactándose un combate por los Campeonatos en Pareja de Raw de Seth Rollins & Buddy Murphy en Super Show-Down. En el Raw del 24 de febrero, acompañando a Angelo Dawkins derrotó al Campeón en Parejas de Raw Murphy por descalificación, debido a la intervención de Seth Rollins, posteriormente Ford retó a Rollins a un combate, combate que perdió Ford. En Super Show-Down, se enfrentaron a Seth Rollins & Murphy por los Campeonatos en Parejas de Raw, sin embargo perdieron. En el Raw del 2 de marzo se enfrentaron nuevamente a Seth Rollins & Murphy por los Campeonatos en Parejas de Raw, con la condición de que si no ganaban los títulos, no recibirian más oportunidades por los títulos, pero gracias a que durante el combate, Kevin Owens atacará a Rollins, y así ganaron los Campeonatos en Parejas de Raw siendo su primer título en el roster principal. En Elimination Chamber, junto a Angelo Dawkins derrotaron a Seth Rollins & Murphy y retuvieron los Campeonatos en Parejas de Raw, al siguiente día en Raw junto a Angelo Dawkins & The Viking Raiders (Erik e Ivar) fueron derrotados por Seth Rollins, Murphy & AOP (Akam & Rezar).
The Street Profits retuvieron sus títulos nuevamente al derrotar a Angel Garza y Austin Theory en la segunda noche de WrestleMania 36 el 5 de abril. En las semanas siguientes, Ford y Dawkins comenzaron un feudo con The Viking Raiders (Erik e Ivar) cuando se enfrentaron en varias competencias, como un juego de baloncesto, lanzamiento de hachas, golf, y un decatlón que luego se denominó "Anything You Can Do". La serie terminaría con un empate 3-3 entre ambos equipos. El 14 de junio previo a Backlash, estaban listos para enfrentarse a los The Viking Raiders, pero la lucha no comenzó debido a una trifulca fuera del edificio. En el episodio del 22 de junio de Raw, The Street Profits retuvo los títulos contra The Viking Raiders, poniendo así fin a la rivalidad. Luego defendieron sus títulos con sendas victorias ante Garza y Andrade tanto en SummerSlam como en Clash of Champions.
El 9 de octubre, debido al Draft, Ford y Dawkins fueron transferidos para la marca SmackDown. Como aún poseían los títulos en parejas de Raw, decidieron intercambiarlos con The New Day (Kofi Kingston & Xavier Woods), quienes habían sido transferidos a Raw siendo campeones de SmackDown. Esto convertiría a The Street Profits en el segundo tag team en lograr el Triple Crown Championship.

#### 2021
En el episodio del 8 de enero de 2021 de SmackDown, Ford y su compañero Dawkins perdieron el Campeonato de Parejas de SmackDown a manos de Dolph Ziggler y Robert Roode, poniendo fin a su reinado de 88 días. En el episodio del 1 de abril de SmackDown, el último previo a WrestleMania 37, The Street Profits no pudieron recuperar los títulos en un Fatal 4 Way match que también involucró a The Mysterios y Chad Gable y Otis. En el episodio del 11 de junio de SmackDown, Ford sufrió una fractura de costilla parcial de Otis; la lesión le dejó fuera de acción durante meses.
En el SmackDown del 24 de septiembre, fue entrevistado individualmente de camino a Extreme Rules, insultando a The Usos, debido a esto Roman Reigns ordenó un combate contra Ford, y más tarde esa misma noche, se enfrentó al Campeón Universal de la WWE Roman Reigns en un combate no titular, sin embargo perdió por rendición, después del combate fue atacado por The Bloodline (Roman Reigns & The Usos (Jey & Jimmy)) con sillas y eventualmente lo lanzaron contra una mesa. En Extreme Rules, junto a Angelo Dawkins se enfrentaron a The Usos (Jey & Jimmy) por los Campeonatos en Parejas de SmackDown, sin embargo perdieron. En Survivor Series, participó en el 25-Man Dual Brand Battle Royal en conmemoración a los 25 años de carrera de The Rock, en el que junto a Angelo Dawkins eliminaron a Sami Zayn, sin embargo fue eliminado por Omos.

#### 2022
Ford, junto a Angelo Dawkins inició el año enfrentándose a RK-Bro (Randy Orton & Riddle por el Campeonato en Parejas de Raw en el evento Day 1, siendo derrotados por ellos. En Royal Rumble el 29 de enero, Ford ingresó al Royal Rumble match varonil como el #6, pero fue eliminado por Omos.
En la noche 2 de WrestleMania 38, junto a Angelo Dawkins se enfrentaron a RK-Bro (Randy Orton & Riddle) y a Alpha Academy (Chad Gable & Otis) por los Campeonatos en Parejas de Raw, sin embargo perdieron. En el Raw del 6 de junio, junto a Dawkins derrotaron a los Campeones Indiscutidos en Parejas de la WWE The Usos (Jey & Jimmy) por descalificación en una lucha no titular, obteniendo una oportunidad por Campeonatos Indiscutidos en Parejas de la WWE, empezando nuevamente un feudo. En Money in the Bank el 2 de julio, The Street Profits no pudo ganar los títulos de manos de The Usos y tampoco pudieron lograrlo en una revancha en SummerSlam el 30 de julio con Jeff Jarrett como árbitro especial.
En el kick-off de Clash at the Castle el 3 de septiembre, Ford y Angelo Dawkins se asociaron con Madcap Moss para vencer a Alpha Academy (Otis y Gable) y Austin Theory.

#### 2023-presente
En Royal Rumble el 28 de enero, Ford ingresó al Royal Rumble match en el número 23, siendo eliminado por Damian Priest. En el episodio del 6 de febrero de Raw, derrotó a Elias para clasificarse para el combate Elimination Chamber por el Campeonato de los Estados Unidos en el Elimination Chamber. Sin embargo, aunque Ford tuvo una participación digna de elogios en el evento (incluso desquitándose con Priest al eliminarle del combate), no pudo conseguir el título tras haber sido eliminado por el campeón defensor Austin Theory, además de sufrir una lesión durante la contienda. El 1 de abril en la Noche 1 de WrestleMania 39, The Street Profits consiguieron su primera victoria en el evento tras vencer a The Viking Raiders, Alpha Academy (Otis & Chad Gable) y Braun Strowman & Ricochet.

## Vida personal
Crawford tiene dos hijos. En 2017, se comprometió con la también luchadora de WWE Bianca Belair, con quien se casó en 2018

## Campeonatos y logros
- Evolve Wrestling

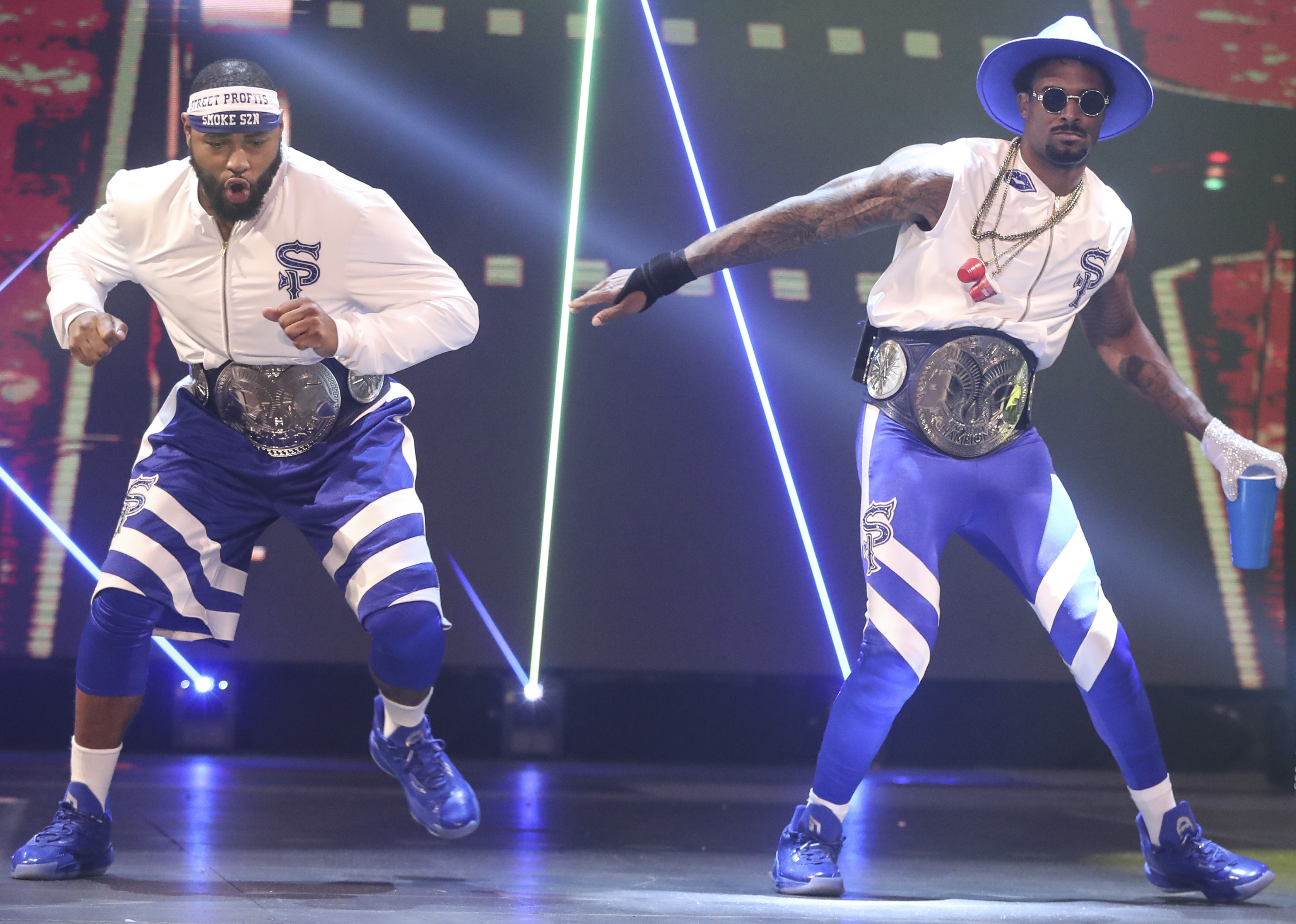
Montez Ford como Campeón en Parejas de SmackDown junto a Angelo Dawkins.

  - Evolve Tag Team Championship (1 vez) - con Angelo Dawkins[21]

- WWE
  - NXT Tag Team Championship (1 vez) - con Angelo Dawkins
  - Raw Tag Team Championship (1 vez) - con Angelo Dawkins
  - SmackDown Tag Team Championship (2 vez) - con Angelo Dawkins
  - Tag Team Triple Crown Championship (Segundos) - con Angelo Dawkins
  - WWE Year–End Award a las superestrellas más destacadas del año (2019) - con Angelo Dawkins
  - Slammy Award (2 veces)
    - Tag Team of the Year (2020)
    - Breakout Star of the Year (2020)

- Pro Wrestling Illustrated
  - Situado en el Nº427 en los PWI 500 de 2017[22]
  - Situado en el Nº422 en los PWI 500 de 2018[23]
  - Situado en el Nº184 en los PWI 500 de 2019[24]
  - Situado en el Nº154 en los PWI 500 de 2020[25]
  - Situado en el Nº140 en los PWI 500 de 2021[26]
- Wrestling Observer Newsletter
  - Lucha 5 estrellas (2025) con Angelo Dawkins vs. #DIY vs. The Motor City Machine Guns  en SmackDown el 25 de abril de 2025